# 鄭薫聖
鄭 薫聖（チョン・フンソン、朝鮮語: 정훈성、1994年2月22日 - ）は、大韓民国出身のサッカー選手。ポジションは、ミッドフィールダー。

## 来歴
練習参加を経て、2013年8月より成均館大学校からJリーグ・V・ファーレン長崎へ入団。
2015年よりグルージャ盛岡へ期限付き移籍。同年7月15日、移籍元の長崎と契約解除し、長崎・盛岡両チームを退団した。2020年には蔚山現代に所属していた。
2022年10月20日、釜山アイパークは性的暴行の疑いで告訴された選手と契約解除で合意に達したと発表したが、その選手が鄭薫聖であると一部メディアで報じられた。

## 選手歴
- 軍浦中学校（朝鮮語版）[2]
- 新葛高等学校（朝鮮語版）[2]
- 成均館大学校[2]
- 2013年8月 - 2015年7月   V・ファーレン長崎
  - 2015年1月 - 7月   グルージャ盛岡
- 2015年 - 2017年  木浦市庁FC（英語版）
- 2018年  江陵市庁FC（英語版）
- 2019年  仁川ユナイテッド
- 2020年  蔚山現代
- 2021年 -  釜山アイパーク

## 個人成績
| 国内大会個人成績 | 国内大会個人成績 | 国内大会個人成績 | 国内大会個人成績 | 国内大会個人成績 | 国内大会個人成績 | 国内大会個人成績 | 国内大会個人成績 | 国内大会個人成績 | 国内大会個人成績 | 国内大会個人成績 | 国内大会個人成績 |
| 年度             | クラブ           | 背番号           | リーグ           | リーグ戦         | リーグ戦         | リーグ杯         | リーグ杯         | オープン杯       | オープン杯       | 期間通算         | 期間通算         |
| 年度             | クラブ           | 背番号           | リーグ           | 出場             | 得点             | 出場             | 得点             | 出場             | 得点             | 出場             | 得点             |
| 日本             | 日本             | 日本             | 日本             | リーグ戦         | リーグ戦         | リーグ杯         | リーグ杯         | 天皇杯           | 天皇杯           | 期間通算         | 期間通算         |
| ---------------- | ---------------- | ---------------- | ---------------- | ---------------- | ---------------- | ---------------- | ---------------- | ---------------- | ---------------- | ---------------- | ---------------- |
| 2013             | 長崎             | 35               | J2               | 11               | 0                | -                | -                | 0                | 0                | 11               | 0                |
| 2014             | 長崎             | 35               | J2               | 1                | 0                | -                | -                | 1                | 0                | 2                | 0                |
| 2015             | 盛岡             | 13               | J3               | 14               | 1                | -                | -                | -                | -                | 14               | 1                |
| 通算             | 日本             | 日本             | J2               | 12               | 0                | -                | -                | 1                | 0                | 13               | 0                |
| 通算             | 日本             | 日本             | J3               | 14               | 1                | -                | -                | -                | -                | 14               | 1                |
| 総通算           | 総通算           | 総通算           | 総通算           | 26               | 1                | -                | -                | 1                | 0                | 27               | 1                |

その他の公式戦
- 2013年
  - J1昇格プレーオフ 1試合0得点
- Jリーグ初出場 - 2013年8月11日 J2第28節 東京ヴェルディ戦（味の素スタジアム）
- Jリーグ初得点 - 2015年5月24日 J3第13節 藤枝MYFC戦（盛岡南公園球技場）

## タイトル
蔚山現代FC
- AFCチャンピオンズリーグ：1回（2020）